# Bürgermeisterei Werden
Die Bürgermeisterei Werden war eine Bürgermeisterei in den Landkreisen Essen bzw. Duisburg der preußischen Rheinprovinz. Seit 1857 war sie in eine Stadt- und eine Landbürgermeisterei geteilt; 1896 spaltete sich die  Bürgermeisterei Kupferdreh ab.

## Geschichte

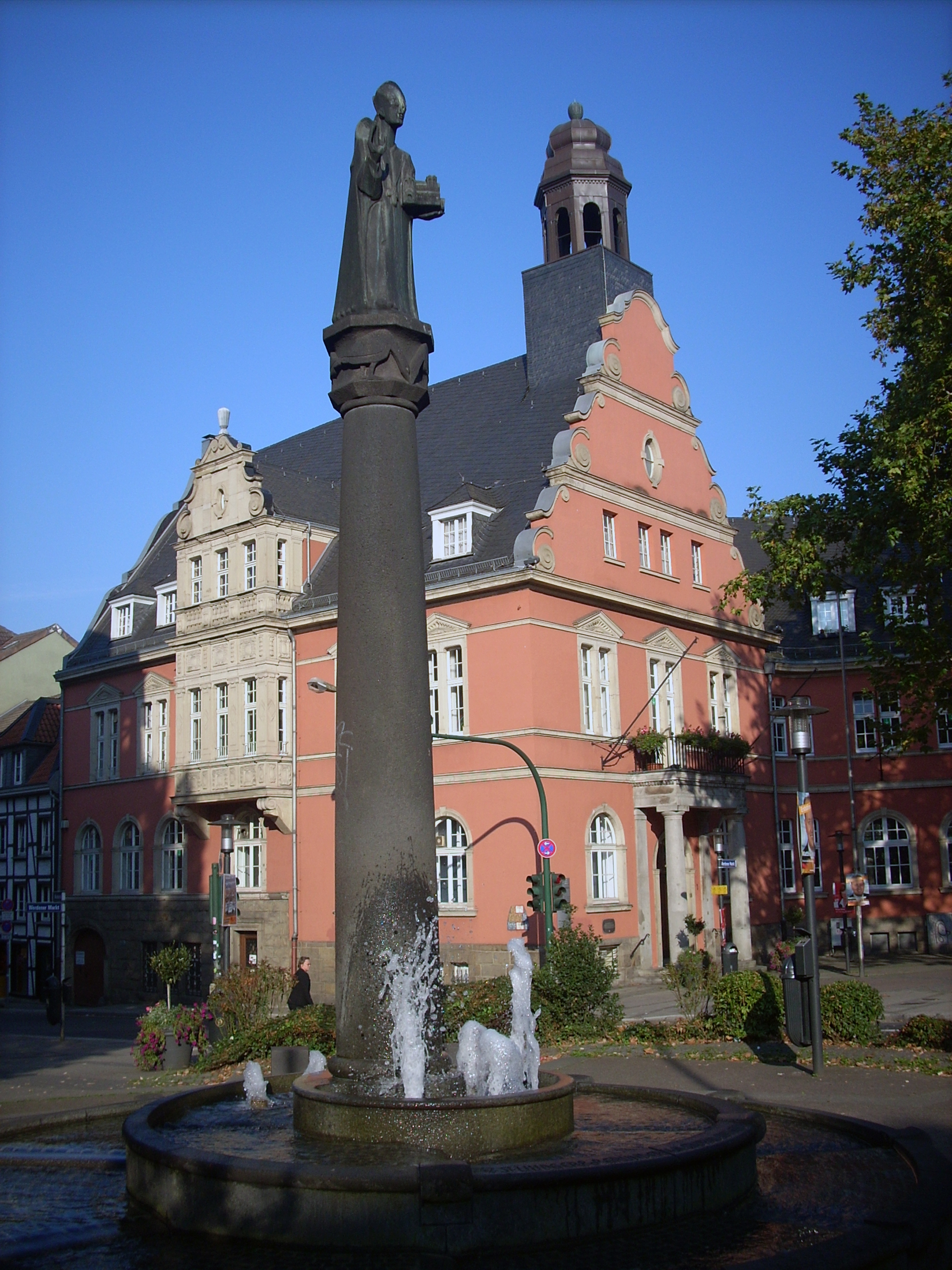
Altes Rathaus Werden

Bei der im Jahr 1808 begonnenen Einführung von Verwaltungsstrukturen nach französischem Vorbild im Großherzogtum Berg wurde im Kanton Werden des Arrondissements Essen im Département Rhein auch die Mairie (Bürgermeisterei) Werden eingerichtet. Nachdem das Rheinland 1814 an Preußen gefallen war, wurde aus der Mairie Werden die preußische Bürgermeisterei Werden, die 1816 zum neuen Kreis Essen kam, der 1823 im Kreis Duisburg aufging. Die Bürgermeisterei umfasste die Stadt Werden sowie die beiden Landgemeinden Byfang und Siebenhonnschaften.

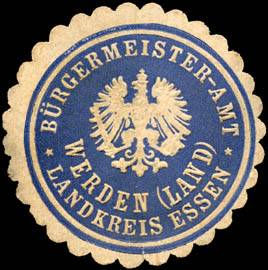
Siegelmarke der Bürgermeisterei Werden-Land

Die Stadt Werden erhielt am 25. Mai 1857 die Rheinische Städteordnung. Seitdem wurde zwischen der Stadtbürgermeisterei Werden und der Bürgermeisterei Werden-Land unterschieden, die die beiden Landgemeinden verwaltete. Beiden Bürgermeistereien stand in Personalunion der Bürgermeister von Werden vor. Im gleichen Jahr wurde der Kreis Essen wieder aus dem Kreis Duisburg herausgelöst und neu eingerichtet. 
1875 wurde aus den beiden Honnschaften Hinsbeck und Rodberg, die bis dahin zur Gemeinde Siebenhonnschaften gehörten, die neue Gemeinde Kupferdreh gebildet. Der Name der alten Gemeinde wurde nicht geändert, obwohl sie seitdem nur noch aus fünf Honnschaften bestand. 1880 wurde in Werden ein Rathaus errichtet, das durch einen Umbau 1913 die heutige Form erhielt und heute Sitz der der Verwaltungsstelle Essen-Werden ist. 1880 wurde auch in Kupferdreh ein Rathaus errichtet.

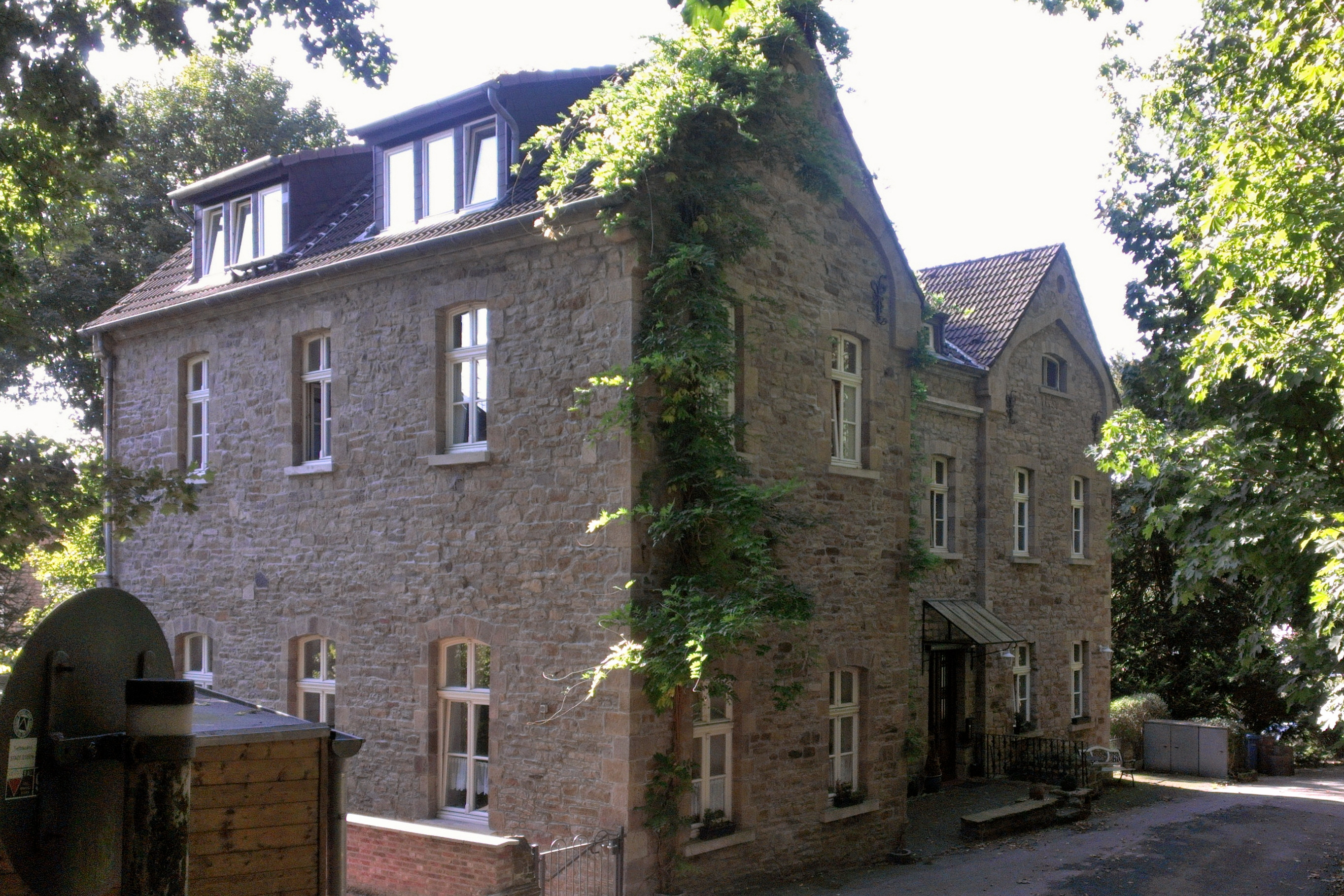
Altes Rathaus Kupferdreh

1896 schieden die beiden Gemeinden Kupferdreh und Byfang aus der Bürgermeisterei Werden-Land aus und bildeten die neue Bürgermeisterei Kupferdreh. Byfang und Kupferdreh wurden am 1. April 1922 zur vergrößerten Gemeinde Kupferdreh zusammengeschlossen.
Am Ende des Jahres 1927 wurde die Bezeichnung aller rheinischen Landbürgermeistereien zu „Amt“ geändert. Die Landbürgermeisterei Werden, die nur noch die Gemeinde Siebenhonnschaften umfasste, hieß nun Amt Werden.
Durch das Gesetz über die kommunale Neugliederung des rheinisch-westfälischen Industriegebiets wurde der Landkreis Essen zum 1. August 1929 aufgelöst. Werden und Kupferdreh wurden in die Stadt Essen eingegliedert. Die Gemeinde Siebenhonnschaften wurde aufgeteilt. Ihre Ortsteile Fischlaken, Hamm, Heidhausen und Holsterhausen kamen zur Stadt Essen, während Klein-Umstand zur Stadt Velbert im Kreis Düsseldorf-Mettmann kam. Das Amt Werden erlosch damit.

## Einwohnerentwicklung
| Jahr | Bm. Werden | Bm. Werden | Bm. Werden | Quelle |
| ---- | ---------- | ---------- | ---------- | ------ |
| 1816 | 4.777      | 4.777      | 4.777      | [ 7 ]  |
| 1828 | 5.980      | 5.980      | 5.980      | [ 8 ]  |
|      | Stadt      | Land       | Land       |        |
| 1871 | 6.684      | 6.917      | 6.917      | [ 9 ]  |
| 1885 | 7.970      | 8.503      | 8.503      | [ 10 ] |
| 1895 | 9.413      | 11.484     | 11.484     | [ 11 ] |
|      | Stadt      | Land       | Kupferdreh |        |
| 1905 | 11.029     | 5.541      | 10.881     | [ 12 ] |
| 1910 | 11.741     | 6.011      | 12.191     | [ 13 ] |
| 1929 | 12.504     | 6.202      | 13.666     | [ 14 ] |

## Bürgermeister
Werden
- 1808–181100Benedict Hiegemann
- 1811–181900Alexander Heinrich von dem Bottlenberg gen. von Schirp (sen.)
- 1819–184300Theodor Märcker
- 1851–188600Alexander Heinrich von dem Bottlenberg gen. von Schirp (jr.)
- 1886–189500Ludwig Soldan
- 1896–190400Johann Trapp
- 1904–192900Joseph Breuer

Kupferdreh
- 1896–190100Jacob Arntz
- 1901–191900Johann Krake
- 1920–192900Hermann Pieper